# Греко-римская борьба на летних Олимпийских играх 1960 — до 52 кг
Соревнования по греко-римской борьбе в рамках Олимпийских игр 1960 года в наилегчайшем весе (до 52 килограммов) прошли в Риме с 26 по 31 августа 1960 года в «Базилике Максенция».
Турнир проводился по системе с начислением штрафных баллов, но в сравнении с прошлыми играми, сменилась система их начисления и был введён такой результат, как ничья. За чистую победу штрафные баллы не начислялись, за победу по очкам борец получал один штрафной балл, за ничью два штрафных балла, за поражение по очкам три штрафных балла, за чистое поражение — четыре штрафных балла. Борец, набравший шесть штрафных баллов, из турнира выбывал. Трое оставшихся борцов выходили в финал, где проводили встречи между собой. Встречи между финалистами, состоявшиеся в предварительных схватках, шли в зачёт. Схватка по регламенту турнира продолжалась 12 минут. Если в течение первых шести минут не было зафиксировано туше, то судьи могли определить борца, имеющего преимущество. Если преимущество никому не отдавалось, то назначалось четыре минуты борьбы в партере, при этом каждый из борцов находился внизу по две минуты (очередность определялась жребием). Если кому-то из борцов было отдано преимущество, то он имел право выбора следующих шести минут борьбы: либо в партере сверху, либо в стойке. Если по истечении четырёх минут не фиксировалась чистая победа, то оставшиеся две минуты борцы боролись в стойке.
В наилегчайшем весе боролись 18 участников. Фаворитом соревнований мог бы быть Борис Гуревич, чемпион ОИ-1956, чемпион мира 1953 и 1958 годов, однако к Играм он оставил карьеру. К пятому кругу осталось шесть участников, у которых было по 4 или 5 очков, и таким образом, поражение или даже ничья (а для некоторых и победа по очкам) означали выбытие из турнира. В результате после пятого круга остался единственный участник, имевший право продолжать борьбу: Думитру Пырвулеску, в третий раз встречающийся на олимпиадах с Игнацио Фабра в своей последней в турнире встрече, и наконец победивший. Пырвулеску и завоевал золотую медаль, первую для Румынии в борьбе. Осман Эль-Сайед и Мохаммад Пазираи, победив в своих встречах, набрали по 6 очков. Поскольку во втором круге Эль-Сайед в личной встрече победил Пазираи, ему и было отдано «серебро».

## Призовые места
- Думитру Пырвулеску (ROU)
- Осман Эль-Сайед (UAR)
- Мохаммад Пазираи (IRI)

## Первый круг
| Штрафных баллов | Участник 1               | Результат    | Участник 2            | Штрафных баллов |
| --------------- | ------------------------ | ------------ | --------------------- | --------------- |
| 0               | Иван Кочергин (URS)      | Туше (7:45)  | Казым Гедик (TUR)     | 4               |
| 1               | Думитру Пырвулеску (ROU) | По очкам     | Дик Уилсон (USA)      | 3               |
| 0               | Франц Буркхард (SUI)     | Туше (7:39)  | Вернер Хартманн (AUT) | 4               |
| 2               | Боривой Вуков (YUG)      | Ничья        | Бенгт Фрёнфорс (SWE)  | 2               |
| 0               | Такаси Хирата (JPN)      | Туше (10:40) | Георги Москов (BUL)   | 4               |
| 1               | Игнацио Фабра (ITA)      | По очкам     | Фриц Штанге (EUA)     | 3               |
| 2               | Стефан Хайдук (POL)      | Ничья        | Хейкки Хаккола (FIN)  | 2               |
| 1               | Мохаммад Пазираи (IRI)   | По очкам     | Мориц Мевис (BEL)     | 3               |
| 1               | Осман Эль-Сайед (UAR)    | По очкам     | Йорген Йенсен (DEN)   | 3               |

## Второй круг
| Штрафных баллов | Участник 1               | Результат    | Участник 2             | Штрафных баллов |
| --------------- | ------------------------ | ------------ | ---------------------- | --------------- |
| 1               | Думитру Пырвулеску (ROU) | Туше (7:08)  | Казым Гедик (TUR)      | 8               |
| 5               | Дик Уилсон (USA)         | Ничья        | Иван Кочергин (URS)    | 2               |
| 2               | Боривой Вуков (YUG)      | Туше (4:49)  | Франц Буркхард (SUI)   | 4               |
| 2               | Бенгт Фрёнфорс (SWE)     | Туше (1:20)  | Вернер Хартманн (AUT)  | 8               |
| 5               | Георги Москов (BUL)      | По очкам     | Фриц Штанге (EUA)      | 6               |
| 2               | Игнацио Фабра (ITA)      | По очкам     | Такаси Хирата (JPN)    | 3               |
| 3               | Мориц Мевис (BEL)        | Туше (10:47) | Хейкки Хаккола (FIN)   | 6               |
| 3               | Стефан Хайдук (POL)      | По очкам     | Йорген Йенсен (DEN)    | 6               |
| 2               | Осман Эль-Сайед (UAR)    | По очкам     | Мохаммад Пазираи (IRI) | 4               |

## Третий круг
| Штрафных баллов | Участник 1             | Результат   | Участник 2               | Штрафных баллов |
| --------------- | ---------------------- | ----------- | ------------------------ | --------------- |
| 4               | Иван Кочергин (URS)    | Ничья       | Думитру Пырвулеску (ROU) | 3               |
| 5               | Дик Уилсон (USA)       | Туше (7:53) | Франц Буркхард (SUI)     | 8               |
| 3               | Боривой Вуков (YUG)    | По очкам    | Георги Москов (BUL)      | 8               |
| 4               | Такаси Хирата (JPN)    | По очкам    | Бенгт Фрёнфорс (SWE)     | 5               |
| 3               | Игнацио Фабра (ITA)    | По очкам    | Мориц Мевис (BEL)        | 6               |
| 5               | Мохаммад Пазираи (IRI) | По очкам    | Стефан Хайдук (POL)      | 6               |
| 2               | Осман Эль-Сайед (UAR)  | Пропускал   |                          |                 |

## Четвёртый круг
| Штрафных баллов | Участник 1               | Результат    | Участник 2            | Штрафных баллов |
| --------------- | ------------------------ | ------------ | --------------------- | --------------- |
| 5               | Иван Кочергин (URS)      | По очкам     | Осман Эль-Сайед (UAR) | 5               |
| 4               | Думитру Пырвулеску (ROU) | По очкам     | Боривой Вуков (YUG)   | 6               |
| 4               | Такаси Хирата (JPN)      | Туше (11:57) | Дик Уилсон (USA)      | 9               |
| 7               | Бенгт Фрёнфорс (SWE)     | Ничья        | Игнацио Фабра (ITA)   | 5               |
| 5               | Мохаммад Пазираи (IRI)   | Пропускал    |                       |                 |

## Пятый круг
| Штрафных баллов | Участник 1               | Результат | Участник 2          | Штрафных баллов |
| --------------- | ------------------------ | --------- | ------------------- | --------------- |
| 6               | Мохаммад Пазираи (IRI)   | По очкам  | Иван Кочергин (URS) | 8               |
| 6               | Осман Эль-Сайед (UAR)    | По очкам  | Такаси Хирата (JPN) | 7               |
| 5               | Думитру Пырвулеску (ROU) | По очкам  | Игнацио Фабра (ITA) | 8               |